# Evagjelia Veli
Evagjelia Veli (16 de julho de 1991) é uma halterofilista, que representou seu país, Albânia, na categoria até 53 kg feminino do halterofilismo nos Jogos Olímpicos de Verão de 2016 no Rio de Janeiro.